# Pigádi (Kosmás, Arcadie)
Pigádi (grec moderne : Πηγάδι) est une localité située dans le dème de Cynourie-du-Sud, dans le district régional d'Arcadie, dans la périphérie du Péloponnèse, en Grèce.
Selon le recensement de 2021, elle compte 4 habitants.